# Club de Leones

Clubes de Leones en el planeta

Los Clubes de Leones (traducción del idioma inglés: Lions Club International) son una organización mundial de servicio con más de 46.000 clubes y 1,5 millones de miembros activos distribuidos en 206 países y áreas geográficas. La organización afirma tener como objetivo satisfacer las necesidades de la comunidad tanto a nivel local como global. Las oficinas centrales se encuentran en Oak Brook, Illinois, Estados Unidos.

## Historia
Sus orígenes están en los Estados Unidos. El empresario de Chicago (Illinois, Estados Unidos) Melvin Jones invitó a diversos grupos a formar parte de una organización, con la visión de ampliar sus horizontes más allá de los intereses personales o exclusivamente profesionales, en beneficio de la colectividad.
El grupo invitado por Jones aceptó la invitación y celebró una reunión de organización en Chicago el 7 de junio de 1917. El nuevo grupo organizado tomó su nombre de uno de los grupos ya existentes y que había sido invitado, la Asociación de Clubes de Leones. En octubre de 1917 se realizó la primera convención nacional en Dallas (Texas, Estados Unidos), en la que se aprobaron los estatutos y reglamentos, además de los objetivos y su código ético.
El primer Club de Leones que se organizó fuera de los Estados Unidos se fundó en Canadá el 12 de marzo de 1920, lo que dio a la organización su carácter internacional.
Los leones —como se hacen llamar sus miembros— se afilian a clubes por la invitación de uno de sus miembros, con reuniones semanales, quincenales o mensuales, para abordar diversos temas de interés colectivo, con excepción de aquellos que se relacionen con preferencia partidista o credo religioso.
El lema del leonísmo es "we serve" ("nosotros servimos") y se refiere directamente a la idea central de la institución: la realización de servicio comunitario privado en la mayor escala posible.
El servicio comunitario ha sido definido del siguiente modo: "Se trata de una actividad social, asumida en forma voluntaria, por personas que se integran en una entidad sin fines de lucro, conscientes de su responsabilidad con el prójimo y la sociedad; el objeto es brindar una atención en profundidad a las necesidades que se manifiestan en la comunidad, para que sus componentes alcancen el bienestar en su más amplia acepción". (Fundamentos del servicio comunitario privado, Nelson de Vida Martincorena, pág. 53).
La sede internacional de los Clubes de Leones se llama Asociación Internacional de Clubes de Leones, con las oficinas centrales en Oak Brook (Illinois, Estados Unidos).

## Organización de los Clubes de Leones
La organización y representación de cada club recae en una directiva, presidida por un presidente, que es renovada cada mes de julio. También forman parte de la directiva (en forma enunciativa no limitativa), el presidente inmediato anterior, el primer y segundo vicepresidentes, un secretario y tesorero. La mayoría de los clubes tiene un retorcedor de colas también llamado tuercerrabos y director de ceremonial. En los clubes con membresía numerosa existen cargos adicionales, como directores, vocales y otras designaciones.
Entre tres y cinco clubes forman parte de una zona, presidida por un jefe de zona. Entre tres y cinco zonas forman parte de una región, presidida por un vicegobernador de región. Tres o más regiones forman un distrito presidido por un gobernador de distrito, cuyo cargo protesta en la convención internacional de los Clubes de Leones, que se organiza cada año en la primera semana del mes de julio, en una ciudad sede que logra su designación con cinco años de anticipación.

## Recursos económicos

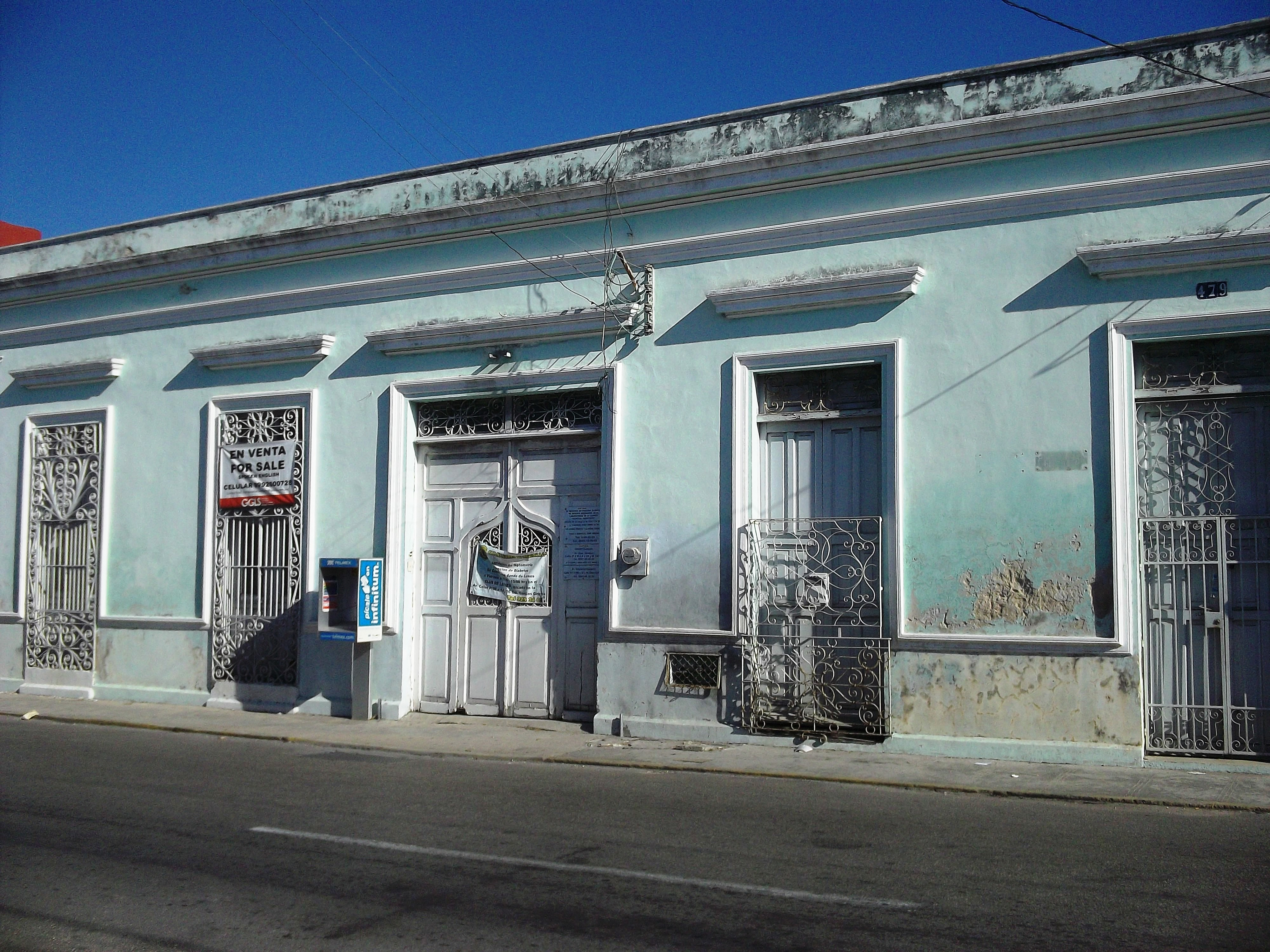
Edificio que ocupa la Cruz Leonística, institución de beneficencia, en Mérida, Yucatán (México).

Los leones realizan sus actividades sociales de servicio comunitario con fondos que son aportados por ellos mismos o en actividades de recaudación de fondos. Los gastos administrativos son pagados por los propios miembros. Cada miembro paga una cuota mensual internacional. Cada miembro aporta una cuota no mayor a dos dólares, pero gracias a su gran cantidad de afiliados es posible reunir suficientes fondos para mantener la organización administrativa y operativa internacional. Los leones también pagan cuotas distritales para sufragar gastos de su distrito y las cuotas de su club, para sus propios fines. Por ello, el formar parte de esta organización tiene un costo que debe ser sufragado por un individuo libre con recursos económicos suficientes que le permitan sufragar estos gastos.
Aun cuando no existen condiciones económicas para formar parte de un Club de Leones, cada grupo se organiza afín al promedio del estrato social en el que se organiza. Existen clubes con sedes propias que incluyen salones de juegos, de reunión e incluso grandes salones de baile, como en el caso mexicano, donde los primeros clubes lograron fama por sus grandes instalaciones, centros de reunión prestigiados en sus comunidades.

## Edad promedio de sus afiliados

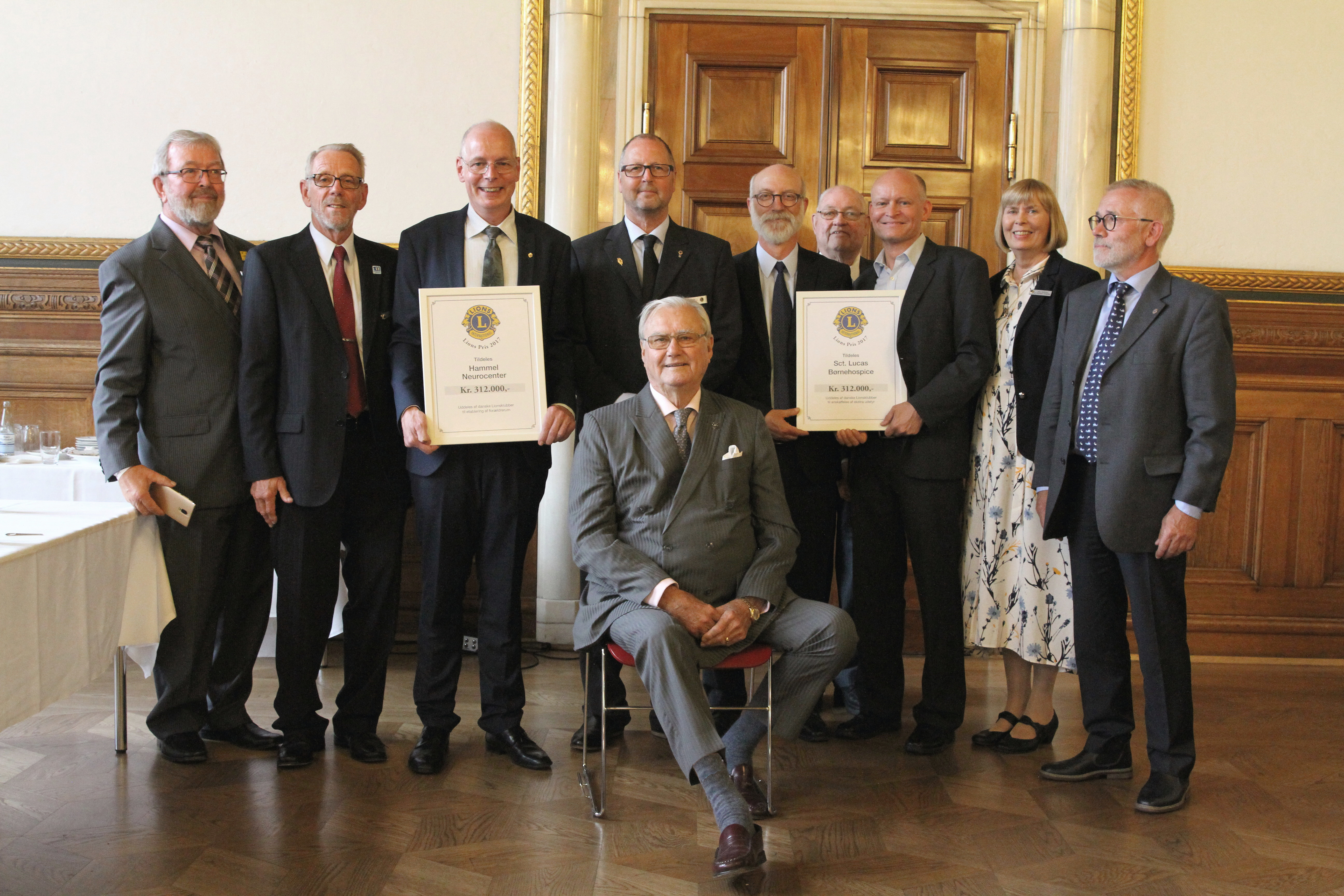
Reunión de miembros en el Club de Leones.

La edad promedio de los miembros del Club de Leones se está incrementando, lo que indica que no se están afiliando jóvenes y la cantidad de miembros por club está disminuyendo en Occidente.
En México en la década de 1990 ciertas diferencias con grupos interesados en la administración económica y el cambio de políticas internacionales en la designación de directores internacionales (cargo de dos años) provocaron un grave cisma en el leonismo y la asociación internacional perdió más de la mitad de sus clubes.
Muchos Clubes de Leones patrocinan clubes Leos, los cuales están compuestos por jóvenes de entre 12 y 30 años, teniendo como objetivo la formación de los mismos como futuros líderes en la sociedad. Los clubes Leos tienden a tener las mismas políticas administrativas y juntas directivas la cual es renovada anualmente, lo que no significa necesariamente que van a pasar a formar parte de un club de Leones. Los Leos son, según la organización, "los jóvenes del mundo unidos por el servicio".

## Los Galardones - León de Honor
Son la distinción mediante la cual el Club de Leones manifiesta el objetivo de reconocer los valores morales, culturales, científicos y deportivos de personas e instituciones de cada ciudad que han logrado destacarse dentro y fuera de la misma.
Otorgado anualmente, asignado por un jurado de notables que se abocan con profundidad a la tarea de selección.
El León de Honor es en definitiva, no un premio individual o sectorial, sino el reconocimiento que expresa una ciudad a todos aquellos que la engrandecen con sus hechos.

## RevistaLQ
La revista LQ (Lions Quarterly), antes llamada The Lions, es una publicación trimestral que se distribuye entre sus miembros. Incluye temas de interés para los leones. Es un órgano de difusión que permite a la organización la promoción de sus actividades a nivel internacional. Se publica en varios idiomas.

## Proyectos internacionales

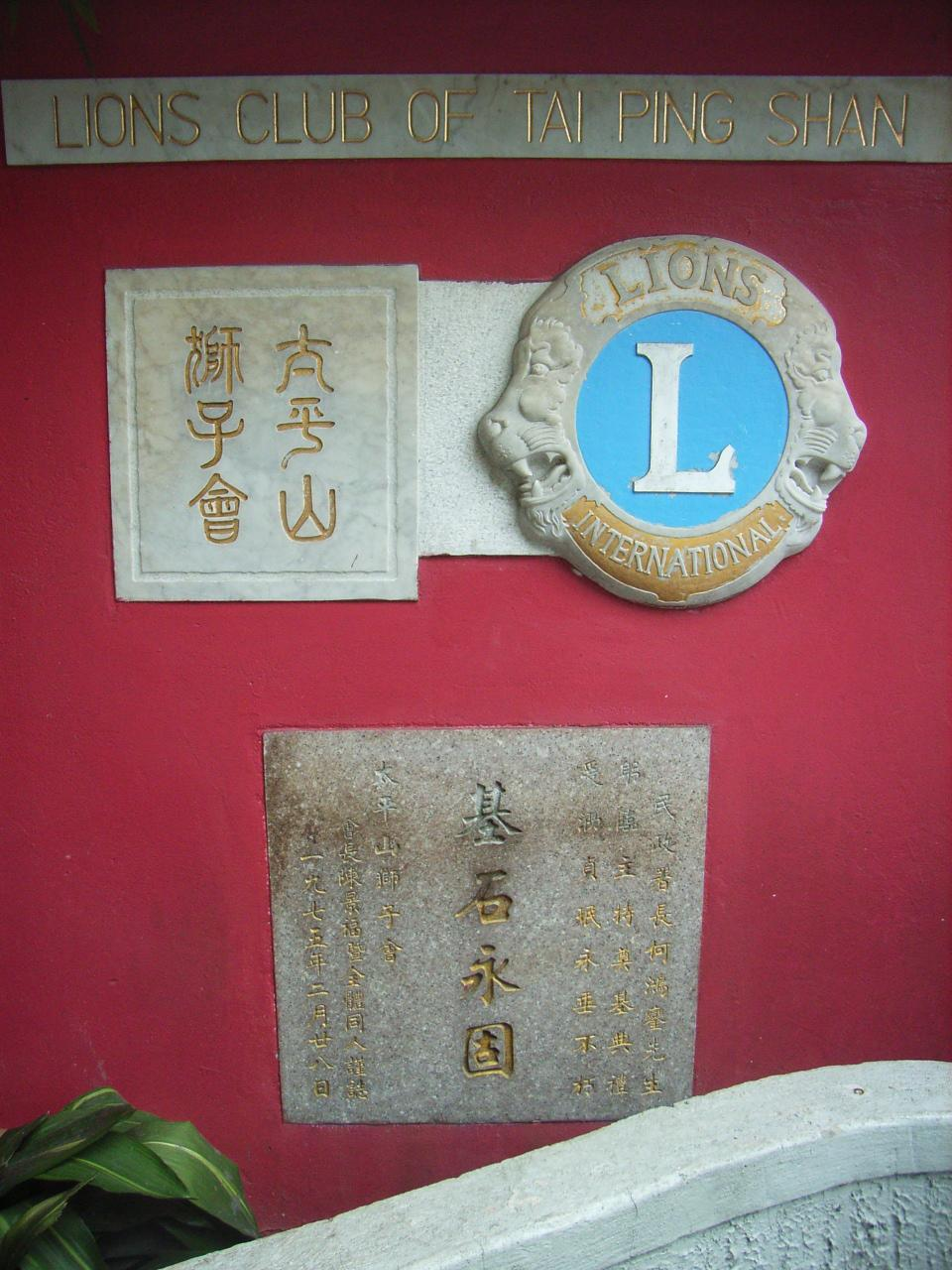
Club de Leones de Hong Kong

El Club de Leones ha apoyado históricamente las labores de la Organización de las Naciones Unidas desde sus inicios en 1945, cuando fue una de las ONG invitadas para asistir a la redacción de la Carta de las Naciones Unidas en San Francisco.
Los leones son reconocidos internacionalmente por sus servicios a los ciegos y discapacitados visuales. Este servicio comenzó cuando Helen Keller se dirigió a la convención internacional en Cedar Point, Ohio (EE. UU.) el 30 de junio de 1925 y se nombró a los leones Caballeros de los Ciegos.
En respuesta a este reto:
- Los leones fueron vitales para lograr que se reconociera al bastón blanco como símbolo de los ciegos.
- Los leones establecieron y apoyan centenares de clínicas, hospitales y centros de investigación oftalmológicos en todo el mundo.
- Los leones recolectan más de cinco millones de pares de anteojos usados cada año para su distribución en países en vías de desarrollo.

Los leones también tienen un fuerte compromiso con proyectos de investigación del cáncer y de problemas auditivos. En Perth, al oeste de Australia, han conducido la investigación sobre problemas auditivos durante más de 30 años y han provisto fondos para el Lions Ear and Hearing Institute, creado el 9 de septiembre de 2001, un centro de excelencia en el diagnóstico, manejo e investigación del oído y de los desórdenes auditivos. También en Perth han jugado un papel muy importante para la creación del Lions Eye Institute.

## Reconocimientos y aniversarios

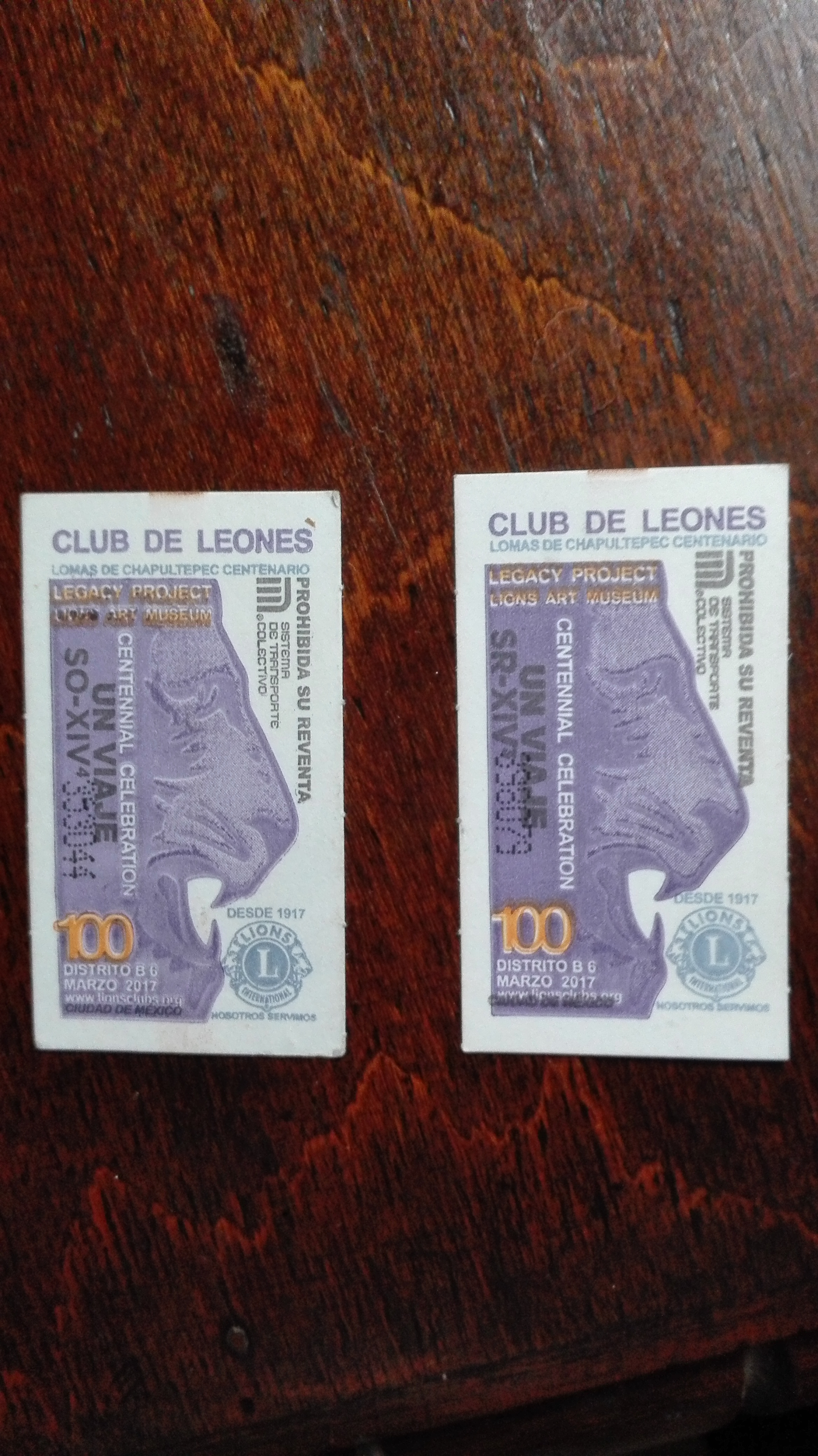
Boleto emitido por el Metro de la Ciudad de México, para celebrar los cien años del Club de Leones.

En conmemoración del centenario del Club de Leones, el Sistema de Transporte Colectivo (Metro) emitió, en marzo del 2017, un boleto con la imagen del logotipo de la organización.